# 马丁·科赫
马丁·科赫（德語：Martin Koch，1982年1月22日—），奥地利男子跳台滑雪运动员。他曾代表奥地利参加2002年和2006年冬季奥林匹克运动会跳台滑雪比赛，获得一枚金牌。